# HaKokhav HaBa 2025
Die elfte Staffel der israelischen Castingshow HaKokhav HaBa (hebräisch הכוכב הבא, dt.: Der nächste Star) wurde zwischen dem 10. November 2024 und dem 22. Januar 2025 auf dem Privatsender Keshet12 ausgestrahlt werden. In Zusammenarbeit mit dem öffentlichen Fernsehen Kan war es die israelische Vorentscheidung zum Eurovision Song Contest 2025 in Basel. Es gewann Yuval Raphael.

## Konzept

### Format
Am 3. Juni 2024 bestätigte Kan seine Teilnahme am Eurovision Song Contest 2025. Einen Monat später wurde berichtet das erneut die Castingshow HaKokhav Haba als Nationaler Vorentscheid fungieren soll, wobei am Ablauf der Sendung keine Veränderungen vorgenommen wurden.

### Jury
Die Jury wurde am 24. Oktober 2024 vorgestellt und besteht aus folgenden Personen:
- Assaf Amdursky
- Keren Peles
- Shiri Maimon
- Ran Danker
- Itay Levi
- Eden Hason

## Auditions
Die Auditions begannen am 10. November und endeten am 11. Dezember 2024.

### Erste Audition
| Startnr. | Interpret      | Lied                                       | Juryvoting | Juryvoting | Juryvoting | Juryvoting | Juryvoting | Juryvoting | Studiopublikum |
| Startnr. | Interpret      | Lied                                       | A.A.       | E.H.       | K.P.       | I.L.       | R.D.       | S.M.       | Studiopublikum |
| -------- | -------------- | ------------------------------------------ | ---------- | ---------- | ---------- | ---------- | ---------- | ---------- | -------------- |
| 1        | Nati Livian    | I Wanna Dance with Somebody (Who Loves Me) | Ja         | Ja         | Ja         | Ja         | Ja         | Ja         | 93 %           |
| 2        | Claire         | Love on the Brain                          | Ja         | Ja         | Ja         | Ja         | Ja         | Ja         | 96 %           |
| 3        | Renana Boaziza | Nigmar                                     | Nein       | Ja         | Ja         | Ja         | Ja         | Ja         | 82 %           |
| 4        | Tali Kuper     | Lose Control                               | Nein       | Ja         | Ja         | Ja         | Nein       | Ja         | 66 %           |
| 5        | Ido Malka      | Psikhopat                                  | Ja         | Ja         | Ja         | Ja         | Ja         | Ja         | 94 %           |
| 6        | Daniel Weiss   | Ani Gitara                                 | Ja         | Ja         | Ja         | Ja         | Ja         | Ja         | 97 %           |

 Kandidat hat sich für die nächste Runde qualifiziert

### Zweite Audition
| Startnr. | Interpret            | Lied                                    | Juryvoting | Juryvoting | Juryvoting | Juryvoting | Juryvoting | Juryvoting | Studiopublikum |
| Startnr. | Interpret            | Lied                                    | A.A.       | E.H.       | K.P.       | I.L.       | R.D.       | S.M.       | Studiopublikum |
| -------- | -------------------- | --------------------------------------- | ---------- | ---------- | ---------- | ---------- | ---------- | ---------- | -------------- |
| 1        | Perfilove Mongoza    | Drivers License                         | Ja         | Ja         | Ja         | Ja         | Ja         | Ja         | 92 %           |
| 2        | Ilay Katz            | Aba                                     | Nein       | Ja         | Ja         | Ja         | Ja         | Ja         | 86 %           |
| 3        | Nelly Mira Rubin     | (You Make Me Feel Like) A Natural Woman | Ja         | Nein       | Ja         | Ja         | Nein       | Nein       | 62 %           |
| 4        | Hili Goren           | Im Mechar Ani Met                       | Ja         | Ja         | Ja         | Ja         | Ja         | Ja         | 89 %           |
| 5        | Ronen Binder         | Careless Whisper                        | Nein       | Ja         | Ja         | Ja         | Ja         | Ja         | 78 %           |
| 6        | Alma Maimon de Razon | October Sky                             | Ja         | Ja         | Ja         | Ja         | Ja         | Ja         | 94 %           |

 Kandidat hat sich für die nächste Runde qualifiziert

### Dritte Audition
| Startnr. | Interpret                | Lied                    | Juryvoting | Juryvoting | Juryvoting | Juryvoting | Juryvoting | Juryvoting | Studiopublikum |
| Startnr. | Interpret                | Lied                    | A.A.       | E.H.       | K.P.       | I.L.       | R.D.       | S.M.       | Studiopublikum |
| -------- | ------------------------ | ----------------------- | ---------- | ---------- | ---------- | ---------- | ---------- | ---------- | -------------- |
| 1        | Aviad Klein              | When We Were Young      | Ja         | Ja         | Ja         | Ja         | Ja         | Ja         | 96 %           |
| 2        | Amit Sade                | Scars to Your Beautiful | Ja         | Ja         | Ja         | Ja         | Ja         | Ja         | 96 %           |
| 3        | Mika Veltman             | Lose Control            | Nein       | Nein       | Ja         | Nein       | Ja         | Ja         | 52 %           |
| 4        | Tamir Vaknin             | Ir Namel                | Nein       | Ja         | Ja         | Ja         | Ja         | Ja         | 81 %           |
| 5        | Red Band & Moran Aharoni | Human                   | Nein       | Ja         | Ja         | Ja         | Ja         | Ja         | 82 %           |

 Kandidat hat sich für die nächste Runde qualifiziert

### Vierte Audition
| Startnr. | Interpret        | Lied             | Juryvoting | Juryvoting | Juryvoting | Juryvoting | Juryvoting | Juryvoting | Studiopublikum |
| Startnr. | Interpret        | Lied             | A.A.       | E.H.       | K.P.       | I.L.       | R.D.       | S.M.       | Studiopublikum |
| -------- | ---------------- | ---------------- | ---------- | ---------- | ---------- | ---------- | ---------- | ---------- | -------------- |
| 1        | Dolev Mendelbaum | Jealous          | Ja         | Ja         | Ja         | Ja         | Ja         | Ja         | 85 %           |
| 2        | Ester Guedj      | Voilà            | Nein       | Ja         | Ja         | Ja         | Ja         | Ja         | 86 %           |
| 3        | Nir Abdu         | Nishba           | Nein       | Ja         | Ja         | Ja         | Ja         | Ja         | 80 %           |
| 4        | Liel Yeshaya     | Tel Aviv BaLaila | Nein       | Ja         | Nein       | Ja         | Nein       | Nein       | 42 %           |
| 5        | Yuval Refael     | Anyone           | Ja         | Ja         | Ja         | Ja         | Ja         | Ja         | 98 %           |

 Kandidat hat sich für die nächste Runde qualifiziert

### Fünfte Audition
| Startnr. | Interpret      | Lied               | Juryvoting | Juryvoting | Juryvoting | Juryvoting | Juryvoting | Juryvoting | Studiopublikum |
| Startnr. | Interpret      | Lied               | A.A.       | E.H.       | K.P.       | I.L.       | R.D.       | S.M.       | Studiopublikum |
| -------- | -------------- | ------------------ | ---------- | ---------- | ---------- | ---------- | ---------- | ---------- | -------------- |
| 1        | Elyakir Keren  | HaGorel HaZe       | Ja         | Ja         | Ja         | Ja         | Ja         | Ja         | 95 %           |
| 2        | Linoy Bismuth  | Mech Lech Yalda    | Nein       | Nein       | Ja         | Ja         | Ja         | Nein       | 57 %           |
| 3        | Harel Cohen    | Lose Control       | Nein       | Ja         | Ja         | Ja         | Ja         | Ja         | 87 %           |
| 4        | Ori Saban      | Shiri Dikaon       | Nein       | Ja         | Ja         | Ja         | Ja         | Ja         | 86 %           |
| 5        | Ofir Harush    | Out Here on My Own | Ja         | Ja         | Ja         | Ja         | Nein       | Nein       | 74 %           |
| 6        | Valerie Hamaty | Roch Yam           | Ja         | Ja         | Ja         | Ja         | Ja         | Ja         | 93 %           |

 Kandidat hat sich für die nächste Runde qualifiziert

### Sechste Audition
| Startnr. | Interpret     | Lied                       | Juryvoting | Juryvoting | Juryvoting | Juryvoting | Juryvoting | Juryvoting | Studiopublikum |
| Startnr. | Interpret     | Lied                       | A.A.       | E.H.       | K.P.       | I.L.       | R.D.       | S.M.       | Studiopublikum |
| -------- | ------------- | -------------------------- | ---------- | ---------- | ---------- | ---------- | ---------- | ---------- | -------------- |
| 1        | Noam Chen     | Don't Look Back in Anger   | Ja         | Ja         | Ja         | Ja         | Ja         | Ja         | 88 %           |
| 2        | Niv Dagan     | When I Was Your Man        | Nein       | Ja         | Ja         | Ja         | Ja         | Ja         | 86 %           |
| 3        | Noa Lasri     | Homot Chimar               | Nein       | Ja         | Ja         | Ja         | Ja         | Ja         | 84 %           |
| 4        | Mandi Horvitz | Bridge Over Troubled Water | Nein       | Ja         | Ja         | Ja         | Ja         | Nein       | 64 %           |
| 5        | Ester Aweke   | No One                     | Nein       | Ja         | Ja         | Ja         | Ja         | Ja         | 84 %           |
| 6        | Yuval Gold    | HaYa Nechamed              | Ja         | Ja         | Ja         | Ja         | Ja         | Ja         | 96 %           |

 Kandidat hat sich für die nächste Runde qualifiziert

### Siebte Audition
| Startnr. | Interpret      | Lied                      | Juryvoting | Juryvoting | Juryvoting | Juryvoting | Juryvoting | Juryvoting | Studiopublikum |
| Startnr. | Interpret      | Lied                      | A.A.       | E.H.       | K.P.       | I.L.       | R.D.       | S.M.       | Studiopublikum |
| -------- | -------------- | ------------------------- | ---------- | ---------- | ---------- | ---------- | ---------- | ---------- | -------------- |
| 1        | Debbi James    | Ain't Nobody              | Nein       | Ja         | Ja         | Nein       | Ja         | Ja         | 70 %           |
| 2        | Udi Shneider   | Bad Romance               | Ja         | Ja         | Ja         | Ja         | Ja         | Ja         | 88 %           |
| 3        | Roy Elbaz      | BaPerek HaBa              | Nein       | Ja         | Ja         | Ja         | Ja         | Ja         | 77 %           |
| 4        | Yasmin Shimoni | Hopelessly Devoted to You | Nein       | Ja         | Nein       | Ja         | Nein       | Ja         | 64 %           |
| 5        | Natalie Zafar  | HaYiti Lech               | Ja         | Ja         | Ja         | Ja         | Ja         | Ja         | 94 %           |

 Kandidat hat sich für die nächste Runde qualifiziert

### Achte Audition
| Startnr. | Interpret   | Lied              | Juryvoting | Juryvoting | Juryvoting | Juryvoting | Juryvoting | Juryvoting | Studiopublikum |
| Startnr. | Interpret   | Lied              | A.A.       | E.H.       | K.P.       | I.L.       | R.D.       | S.M.       | Studiopublikum |
| -------- | ----------- | ----------------- | ---------- | ---------- | ---------- | ---------- | ---------- | ---------- | -------------- |
| 1        | Noa Fineman | Arcade            | Nein       | Ja         | Ja         | Ja         | Nein       | Ja         | 72 %           |
| 2        | Ido Amdor   | Stone Cold        | Ja         | Ja         | Ja         | Ja         | Ja         | Ja         | 91 %           |
| 3        | Shira Knop  | Lo LePachad Klal  | Ja         | Nein       | Nein       | Ja         | Ja         | Ja         | 64 %           |
| 4        | Roei Berger | Cosmic Girl       | Ja         | Ja         | Ja         | Ja         | Ja         | Ja         | 87 %           |
| 5        | Natan Zarka | ShuShanim Atzuvot | Nein       | Ja         | Ja         | Nein       | Ja         | Ja         | 69 %           |
| 6        | Hamsa       | Rakdi             | Nein       | Ja         | Ja         | Ja         | Ja         | Ja         | 74 %           |

 Kandidat hat sich für die nächste Runde qualifiziert
 Kandidat wurde von der Jury gerettet

### Neunte Audition
| Startnr. | Interpret     | Lied                      | Juryvoting | Juryvoting | Juryvoting | Juryvoting | Juryvoting | Juryvoting | Studiopublikum |
| Startnr. | Interpret     | Lied                      | A.A.       | E.H.       | K.P.       | I.L.       | R.D.       | S.M.       | Studiopublikum |
| -------- | ------------- | ------------------------- | ---------- | ---------- | ---------- | ---------- | ---------- | ---------- | -------------- |
| 1        | Eliad Peretz  | Roch Yam                  | Ja         | Ja         | Ja         | Ja         | Ja         | Ja         | 86 %           |
| 2        | Itay Paz      | Knocking on Heaven's Door | Ja         | Ja         | Ja         | Ja         | Nein       | Ja         | 79 %           |
| 3        | Odel Partush  | Yom Acharon               | Nein       | Ja         | Nein       | Nein       | Ja         | Ja         | 57 %           |
| 4        | Noa Danay     | Russian Roulette          | Ja         | Ja         | Ja         | Ja         | Nein       | Nein       | 74 %           |
| 5        | Shahaf Belash | Shki'ot Adomot            | Ja         | Ja         | Ja         | Nein       | Ja         | Ja         | 82 %           |
| 6        | Noam Levy     | HaGula                    | Ja         | Ja         | Ja         | Ja         | Ja         | Ja         | 89 %           |

 Kandidat hat sich für die nächste Runde qualifiziert

### Zehnte Audition
| Startnr. | Interpret     | Lied            | Juryvoting | Juryvoting | Juryvoting | Juryvoting | Juryvoting | Juryvoting | Studiopublikum |
| Startnr. | Interpret     | Lied            | A.A.       | E.H.       | K.P.       | I.L.       | R.D.       | S.M.       | Studiopublikum |
| -------- | ------------- | --------------- | ---------- | ---------- | ---------- | ---------- | ---------- | ---------- | -------------- |
| 1        | Orel Dahari   | Gibur           | Ja         | Nein       | Ja         | Ja         | Nein       | Ja         | 70 %           |
| 2        | Milly Dor     | Wildflower      | Nein       | Nein       | Nein       | Nein       | Ja         | Ja         | 56 %           |
| 3        | Harel Koresh  | Yom Rodef Yom   | Ja         | Ja         | Ja         | Ja         | Ja         | Nein       | 81 %           |
| 4        | Avichai Malka | Lailot VeKlalot | Nein       | Ja         | Ja         | Ja         | Nein       | Ja         | 74 %           |
| 5        | Lia Gerber    | Cuz I Love You  | Nein       | Ja         | Nein       | Ja         | Ja         | Ja         | 70 %           |
| 6        | Benny Elbaz   | Mon amour       | Nein       | Ja         | Ja         | Ja         | Ja         | Ja         | 78 %           |

 Kandidat hat sich für die nächste Runde qualifiziert
 Teilnahme zurückgezogen

### Elfte Audition
| Startnr. | Interpret      | Lied                                   | Juryvoting | Juryvoting | Juryvoting | Juryvoting | Juryvoting | Juryvoting | Studiopublikum |
| Startnr. | Interpret      | Lied                                   | A.A.       | E.H.       | K.P.       | I.L.       | R.D.       | S.M.       | Studiopublikum |
| -------- | -------------- | -------------------------------------- | ---------- | ---------- | ---------- | ---------- | ---------- | ---------- | -------------- |
| 1        | Hodaya Tarkin  | Ben Adam                               | Ja         | Ja         | Nein       | Ja         | Ja         | Ja         | 83 %           |
| 2        | Leshem Sharvit | Moledet                                | Ja         | Ja         | Ja         | Nein       | Ja         | Ja         | 84 %           |
| 3        | Hadas Cohen    | Nothing's Gonna Change My Love for You | Nein       | Ja         | Ja         | Ja         | Ja         | Ja         | 84 %           |
| 4        | Nadav Cohen    | HaVichor HaBeishan Al Psanter          | Nein       | Ja         | Ja         | Nein       | Nein       | Ja         | 60 %           |
| 5        | Hili Meshayev  | One Night Only                         | Nein       | Ja         | Ja         | Ja         | Nein       | Ja         | 70 %           |
| 6        | Ron Buchnik    | Shkufim                                | Ja         | Ja         | Ja         | Ja         | Ja         | Ja         | 95 %           |

 Kandidat hat sich für die nächste Runde qualifiziert

### Zwölfte Audition
| Startnr. | Interpret       | Lied                           | Juryvoting | Juryvoting | Juryvoting | Juryvoting | Juryvoting | Juryvoting | Studiopublikum |
| Startnr. | Interpret       | Lied                           | A.A.       | E.H.       | K.P.       | I.L.       | R.D.       | S.M.       | Studiopublikum |
| -------- | --------------- | ------------------------------ | ---------- | ---------- | ---------- | ---------- | ---------- | ---------- | -------------- |
| 1        | Agam David Chai | As the World Caves In          | Ja         | Ja         | Ja         | Ja         | Ja         | Ja         | 91 %           |
| 2        | Ben Ganon       | Ve'at                          | Ja         | Ja         | Ja         | Ja         | Nein       | —          | 80 %           |
| 3        | Tanya Lauren    | Another Love                   | Nein       | Nein       | Ja         | Ja         | Nein       | Ja         | 48 %           |
| 4        | Ran Peretz      | HaBalada L'Machachot           | Ja         | Ja         | Ja         | Ja         | Ja         | Ja         | 81 %           |
| 5        | Ofir Levy       | Baybi HaShir HaBa Mukdash Lech | Nein       | Ja         | Ja         | Ja         | Ja         | Ja         | 82 %           |
| 6        | Roni Jorno      | Mon Amour                      | Ja         | Ja         | Ja         | Ja         | Ja         | Ja         | 90 %           |

 Kandidat hat sich für die nächste Runde qualifiziert

### Dreizehnte Audition
| Startnr. | Interpret       | Lied                | Juryvoting | Juryvoting | Juryvoting | Juryvoting | Juryvoting | Juryvoting | Studiopublikum |
| Startnr. | Interpret       | Lied                | A.A.       | E.H.       | K.P.       | I.L.       | R.D.       | S.M.       | Studiopublikum |
| -------- | --------------- | ------------------- | ---------- | ---------- | ---------- | ---------- | ---------- | ---------- | -------------- |
| 1        | Ilay Avidani    | Amsterdam           | Nein       | Ja         | Ja         | Ja         | Ja         | Ja         | 85 %           |
| 2        | Anna Timofei    | My Heart Will Go On | Nein       | Nein       | Ja         | Ja         | Nein       | Nein       | 48 %           |
| 3        | Siel Zeituna    | Stone Cold          | Nein       | Ja         | Ja         | Ja         | Ja         | Ja         | 76 %           |
| 4        | Yarden Azulay   | Eifo Hait           | Ja         | Ja         | Ja         | Ja         | Nein       | Ja         | 71 %           |
| 5        | Ohav Givati     | Medabrim 'Alai      | Ja         | Ja         | Ja         | Ja         | Nein       | Ja         | 74 %           |
| 6        | Corinne Gamliel | Einaim              | Ja         | Ja         | Ja         | Ja         | Ja         | Ja         | 93 %           |

 Kandidat hat sich für die nächste Runde qualifiziert

### Vierzehnte Audition
| Startnr. | Interpret      | Lied                          | Juryvoting | Juryvoting | Juryvoting | Juryvoting | Juryvoting | Juryvoting | Studiopublikum |
| Startnr. | Interpret      | Lied                          | A.A.       | E.H.       | K.P.       | I.L.       | R.D.       | S.M.       | Studiopublikum |
| -------- | -------------- | ----------------------------- | ---------- | ---------- | ---------- | ---------- | ---------- | ---------- | -------------- |
| 1        | David Abbo     | Lailot VeKlalot               | Ja         | Ja         | Ja         | Ja         | Nein       | Ja         | 80 %           |
| 2        | Achinoam Moyal | Hi Tom                        | Nein       | Ja         | Ja         | Ja         | Ja         | Ja         | 82 %           |
| 3        | Roy Cohen      | Ein Medina L'Ahava            | Nein       | Ja         | Nein       | Ja         | Nein       | Ja         | 57 %           |
| 4        | Liel Eldadi    | Milim SheHayati Omer Rak Lech | Nein       | Ja         | Ja         | Ja         | Ja         | Nein       | 74 %           |
| 5        | Daniel Malhi   | Lechzor Elav BaLaila          | Ja         | Ja         | Ja         | Nein       | Ja         | Ja         | 78 %           |
| 6        | Avichai Ohana  | Katavi Milim                  | Ja         | Ja         | Ja         | Ja         | Ja         | Ja         | 91 %           |

 Kandidat hat sich für die nächste Runde qualifiziert

## Shortlisting Runde
Aus allen 67 Kandidaten, welche die Auditions geschafft hatten, mussten in einer nicht öffentlichen Shortlisting Runde antreten. Folgende 21 Kandidaten schafften den Aufstieg in die nachfolgende Runde:
| Interpret                |
| ------------------------ |
| Claire                   |
| Yuval Refael             |
| Ori Saban                |
| Ido Malka                |
| Natalie Zafar            |
| Renana Boaziza           |
| Daniel Weiss             |
| Yuval Gold               |
| Udi Shneider             |
| Amit Sade                |
| Alma Maimon de Razon     |
| Dolev Mendelbaum         |
| Valerie Hamaty           |
| Hamsa                    |
| Nati Livian              |
| Itay Paz                 |
| Perfilove Mongoza        |
| Aviad Klein              |
| Ilay Avidani             |
| Shira Knop               |
| Red Band & Moran Aharoni |

| Interpret     | Interpret       |
| ------------- | --------------- |
| Ilay Katz     | Harel Koresh    |
| Hili Goren    | Avichai Malka   |
| Ronen Binder  | Lia Gerber      |
| Tamir Vaknin  | Hodaya Tarkin   |
| Ester Guedj   | Leshem Sharvit  |
| Nir Abdu      | Hadas Cohen     |
| Elyakir Keren | Hili Meshayev   |
| Harel Cohen   | Ron Buchnik     |
| Ofir Harush   | Agam David Chai |
| Noam Chen     | Ben Ganon       |
| Niv Dagan     | Ran Peretz      |
| Noa Lasri     | Ofir Levy       |
| Ester Aweke   | Roni Jorno      |
| Debbi James   | Siel Zeituna    |
| Roy Elbaz     | Yarden Azulay   |
| Noa Fineman   | Ohav Givati     |
| Ido Amdor     | Corinne Gamliel |
| Roei Berger   | David Abbo      |
| Eliad Peretz  | Achinoam Moyal  |
| Noa Danay     | Liel Eldadi     |
| Shahaf Belash | Daniel Malhi    |
| Noam Levy     | Avichai Ohana   |
| Orel Dahari   | —               |

## Top 21

### Erste Show
| Startnr. | Interpret      | Lied             | Juryvoting | Juryvoting | Juryvoting | Juryvoting | Juryvoting | Juryvoting | Studiopublikum |
| Startnr. | Interpret      | Lied             | A.A.       | E.H.       | K.P.       | I.L.       | R.D.       | S.M.       | Studiopublikum |
| -------- | -------------- | ---------------- | ---------- | ---------- | ---------- | ---------- | ---------- | ---------- | -------------- |
| 1        | Claire         | Valerie          | Nein       | Ja         | Ja         | Ja         | Ja         | Ja         | 84 %           |
| 2        | Yuval Refael   | All I Ask        | Ja         | Ja         | Ja         | Ja         | Ja         | Ja         | 95 %           |
| 3        | Ori Saban      | LaTet VeLaKakhat | Nein       | Ja         | Ja         | Ja         | Nein       | Ja         | 71 %           |
| 4        | Ido Malka      | This Love        | Nein       | Ja         | Ja         | Ja         | Ja         | Ja         | 84 %           |
| 5        | Natalie Zafar  | Mechaka          | Ja         | Ja         | Nein       | Ja         | Ja         | Ja         | 78 %           |
| 6        | Renana Boaziza | Yekhafim         | Nein       | Nein       | Nein       | Ja         | Nein       | Ja         | 46 %           |
| 7        | Daniel Weiss   | Imagine          | Ja         | Ja         | Ja         | Ja         | Ja         | Ja         | 94 %           |

 Kandidat hat sich für die nächste Runde qualifiziert

### Zweite Show
| Startnr. | Interpret            | Lied               | Juryvoting | Juryvoting | Juryvoting | Juryvoting | Juryvoting | Juryvoting | Studiopublikum |
| Startnr. | Interpret            | Lied               | A.A.       | E.H.       | K.P.       | I.L.       | R.D.       | S.M.       | Studiopublikum |
| -------- | -------------------- | ------------------ | ---------- | ---------- | ---------- | ---------- | ---------- | ---------- | -------------- |
| 1        | Yuval Gold           | Beautiful Things   | Nein       | Ja         | Ja         | Ja         | Ja         | Ja         | 83 %           |
| 2        | Amit Sadeh           | Unfaithful         | Nein       | Ja         | Ja         | Ja         | Nein       | Ja         | 70 %           |
| 3        | Udi Schneider        | Ela                | Ja         | Nein       | Nein       | Ja         | Ja         | Ja         | 62 %           |
| 4        | Alma Maimon de Razon | Not Going Anywhere | Nein       | Ja         | Ja         | Ja         | Ja         | Ja         | 87 %           |
| 5        | Hamsa                | Gibor Shel Ima     | Nein       | Ja         | Ja         | Nein       | Nein       | Nein       | 53 %           |
| 6        | Dolev Mendelbaum     | Lovely             | Nein       | Ja         | Ja         | Ja         | Ja         | Ja         | 87 %           |
| 7        | Valerie Hamaty       | VeAni Kore Lech    | Ja         | Ja         | Ja         | Ja         | Ja         | Ja         | 93 %           |

 Kandidat hat sich für die nächste Runde qualifiziert

### Dritte Show
| Startnr. | Interpret                | Lied               | Juryvoting | Juryvoting | Juryvoting | Juryvoting | Juryvoting | Juryvoting | Studiopublikum |
| Startnr. | Interpret                | Lied               | A.A.       | E.H.       | K.P.       | I.L.       | R.D.       | S.M.       | Studiopublikum |
| -------- | ------------------------ | ------------------ | ---------- | ---------- | ---------- | ---------- | ---------- | ---------- | -------------- |
| 1        | Nati Livian              | Someone You Loved  | Nein       | Ja         | Ja         | Ja         | Nein       | Ja         | 77 %           |
| 2        | Perfilove Mongoza        | Lift Me Up         | Ja         | Ja         | Ja         | Nein       | Ja         | Ja         | 84 %           |
| 3        | Itay Paz                 | Chom Yoli Ogost    | Ja         | Ja         | Ja         | Ja         | Ja         | Ja         | 85 %           |
| 4        | Aviad Klein              | Bruises            | Ja         | Ja         | Ja         | Ja         | Nein       | Ja         | 77 %           |
| 5        | Shira Knop               | Eleanor Rigby      | Ja         | Ja         | Ja         | Ja         | Nein       | Ja         | 70 %           |
| 6        | Ilay Avidani             | If I Ain't Got You | Nein       | Ja         | Ja         | Ja         | Nein       | Ja         | 76 %           |
| 7        | Red Band & Moran Aharoni | It's So Hard       | Ja         | Ja         | Ja         | Ja         | Ja         | Ja         | 93 %           |

 Kandidat hat sich für die nächste Runde qualifiziert

### Vierte Show (Duettrunde)
In dieser Show traten die Teilnehmer in Duetten auf, wobei das schwächste Duo ausschied.
| Startnr. | Interpret                | Lied           | Juryvoting | Juryvoting | Juryvoting | Juryvoting | Juryvoting | Juryvoting | Studiopublikum |
| Startnr. | Interpret                | Lied           | A.A.       | E.H.       | K.P.       | I.L.       | R.D.       | S.M.       | Studiopublikum |
| -------- | ------------------------ | -------------- | ---------- | ---------- | ---------- | ---------- | ---------- | ---------- | -------------- |
| 1        | Kler                     | Stay           | Ja         | Ja         | Ja         | Ja         | Ja         | Ja         | 94 %           |
| 1        | Nati Livian              | Stay           | Ja         | Ja         | Ja         | Ja         | Ja         | Ja         | 94 %           |
| 2        | Udi Schneider            | Ahava          | Nein       | Ja         | Ja         | Nein       | Ja         | Ja         | 68 %           |
| 2        | Yuval Gold               | Ahava          | Nein       | Ja         | Ja         | Nein       | Ja         | Ja         | 68 %           |
| 3        | Red Band & Moran Aharoni | I See Red      | Ja         | Ja         | Ja         | Ja         | Ja         | Ja         | 91 %           |
| 3        | Amit Sade                | I See Red      | Ja         | Ja         | Ja         | Ja         | Ja         | Ja         | 91 %           |
| 4        | Ori Saban                | Simanei HaZman | Ja         | Ja         | Ja         | Nein       | Ja         | Ja         | 63 %           |
| 4        | Ilay Avidani             | Simanei HaZman | Ja         | Ja         | Ja         | Nein       | Ja         | Ja         | 63 %           |
| 5        | Valerie Hamaty           | Hurricane      | Ja         | Ja         | Ja         | Ja         | Ja         | Ja         | 95 %           |
| 5        | Daniel Weiss             | Hurricane      | Ja         | Ja         | Ja         | Ja         | Ja         | Ja         | 95 %           |

 Kandidat hat sich für die nächste Runde qualifiziert
 Kandidat wurde von der Jury gerettet

### Fünfte Show (Duettrunde)
In dieser Show traten die Teilnehmer in Duetten auf, wobei das schwächste Duo ausschied.
| Startnr. | Interpret            | Lied                       | Juryvoting | Juryvoting | Juryvoting | Juryvoting | Juryvoting | Juryvoting | Studiopublikum |
| Startnr. | Interpret            | Lied                       | A.A.       | E.H.       | K.P.       | I.L.       | R.D.       | S.M.       | Studiopublikum |
| -------- | -------------------- | -------------------------- | ---------- | ---------- | ---------- | ---------- | ---------- | ---------- | -------------- |
| 1        | Alma Maimon de Razon | Please Please Please       | Ja         | Ja         | Ja         | Nein       | Ja         | Nein       | 62 %           |
| 1        | Dolev Mendelbaum     | Please Please Please       | Ja         | Ja         | Ja         | Nein       | Ja         | Nein       | 62 %           |
| 2        | Perfylove Mongoza    | Can't Help Falling in Love | Nein       | Ja         | Ja         | Nein       | Ja         | Ja         | 74 %           |
| 2        | Itay Paz             | Can't Help Falling in Love | Nein       | Ja         | Ja         | Nein       | Ja         | Ja         | 74 %           |
| 3        | Natalie Zafar        | You Are the Reason         | Ja         | Ja         | Ja         | Ja         | Nein       | Ja         | 84 %           |
| 3        | Aviad Klein          | You Are the Reason         | Ja         | Ja         | Ja         | Ja         | Nein       | Ja         | 84 %           |
| 4        | Yuval Raphael        | Die with a Smile           | Ja         | Nein       | Ja         | Ja         | Ja         | Ja         | 83 %           |
| 4        | Ido Malka            | Die with a Smile           | Ja         | Nein       | Ja         | Ja         | Ja         | Ja         | 83 %           |

 Kandidat hat sich für die nächste Runde qualifiziert
 Kandidat wurde von der Jury gerettet

### Sechste Show (Duellrunde)
In dieser Show traten die Teilnehmer in Duellen gegeneinander an.
| Duell | Startnr. | Interpret         | Lied                                   | Juryvoting | Juryvoting | Juryvoting | Juryvoting | Juryvoting | Juryvoting | Studiopublikum |
| Duell | Startnr. | Interpret         | Lied                                   | A.A.       | E.H.       | K.P.       | I.L.       | R.D.       | S.M.       | Studiopublikum |
| ----- | -------- | ----------------- | -------------------------------------- | ---------- | ---------- | ---------- | ---------- | ---------- | ---------- | -------------- |
| 1     | 1        | Dolev Mendelbaum  | That's Life                            | Ja         | Ja         | Ja         | Ja         | Ja         | Ja         | 92 %           |
| 1     | 2        | Ilay Avidani      | HaNani Kan                             | Nein       | Ja         | Ja         | Ja         | Ja         | Ja         | 84 %           |
| 2     | 3        | Kler              | Hurt                                   | Ja         | Nein       | Ja         | Ja         | Ja         | Nein       | 72 %           |
| 2     | 4        | Ido Malka         | Shum Dvar Lo Yifga Bi                  | Nein       | Ja         | Ja         | Ja         | Ja         | Ja         | 77 %           |
| 3     | 5        | Nati Livian       | Nothing's Gonna Change My Love for You | Nein       | Ja         | Ja         | Nein       | Ja         | Ja         | 76 %           |
| 3     | 6        | Perfylove Mongoza | Out Here on My Own                     | Nein       | Ja         | Nein       | Nein       | Nein       | Nein       | 45 %           |
| 3     | 7        | Itay Paz          | Ha'isha She'iti                        | Nein       | Nein       | Ja         | Nein       | Ja         | Ja         | 58 %           |
| 4     | 8        | Yuval Raphael     | Tzipor Medaber                         | Ja         | Ja         | Ja         | Ja         | Ja         | Ja         | 94 %           |
| 4     | 9        | Daniel Weiss      | Yaled HaShadeh                         | Ja         | Ja         | Ja         | Ja         | Ja         | Ja         | 95 %           |

 Kandidat hat sich für die nächste Runde qualifiziert
 Kandidat wurde von der Jury gerettet

### Siebte Show (Duellrunde)
In dieser Show traten die Teilnehmer in Duellen gegeneinander an.
| Duell | Startnr. | Interpret                | Lied                       | Juryvoting | Juryvoting | Juryvoting | Juryvoting | Juryvoting | Juryvoting | Studiopublikum |
| Duell | Startnr. | Interpret                | Lied                       | A.A.       | E.H.       | K.P.       | I.L.       | R.D.       | S.M.       | Studiopublikum |
| ----- | -------- | ------------------------ | -------------------------- | ---------- | ---------- | ---------- | ---------- | ---------- | ---------- | -------------- |
| 1     | 1        | Natalie Zafar            | Total Eclipse of the Heart | Ja         | Ja         | Nein       | Ja         | Ja         | Ja         | 85 %           |
| 1     | 2        | Udi Schneider            | Shvil HaBricha             | Ja         | Ja         | Ja         | Ja         | Ja         | Ja         | 91 %           |
| 2     | 3        | Red Band & Moran Aharoni | One                        | Ja         | Ja         | Ja         | Nein       | Nein       | Ja         | 67 %           |
| 2     | 4        | Valerie Hamaty           | Desert Rose                | Nein       | Ja         | Ja         | Ja         | Ja         | Ja         | 74 %           |
| 3     | 5        | Amit Sade                | Kach Oti                   | Ja         | Ja         | Nein       | Ja         | Nein       | Ja         | 71 %           |
| 3     | 6        | Aviad Klein              | Iris                       | Nein       | Ja         | Ja         | Ja         | Nein       | Nein       | 56 %           |
| 4     | 7        | Alma Maimon de Razon     | Goodbye Yellow Brick Road  | Ja         | Nein       | Ja         | Nein       | Ja         | Nein       | 55 %           |
| 4     | 8        | Yuval Gold               | Le'olam Beikvot HaShemesh  | Ja         | Ja         | Ja         | Ja         | Ja         | Ja         | 90 %           |

 Kandidat hat sich für die nächste Runde qualifiziert
 Kandidat wurde von der Jury gerettet

### Achte Show (Gastrunde)
In dieser Runde traten die Teilnehmer jeweils gemeinsam mit einem prominenten Künstler auf.
| Startnr. | Interpret        | Gastpartner       | Lied                | Juryvoting | Juryvoting | Juryvoting | Juryvoting | Juryvoting | Juryvoting | Studiopublikum |
| Startnr. | Interpret        | Gastpartner       | Lied                | A.A.       | E.H.       | K.P.       | I.L.       | R.D.       | S.M.       | Studiopublikum |
| -------- | ---------------- | ----------------- | ------------------- | ---------- | ---------- | ---------- | ---------- | ---------- | ---------- | -------------- |
| 1        | Yuval Raphael    | Eden Golan        | Feeling Good        | Nein       | Ja         | Ja         | Ja         | Ja         | Ja         | 85 %           |
| 2        | Dolev Mendelbaum | Liran Danino      | Ma Ata Rotza Memani | Ja         | Ja         | Ja         | Nein       | Ja         | Ja         | 82 %           |
| 3        | Itay Paz         | Roni Daloomi      | Itay                | Nein       | Ja         | Ja         | Nein       | Ja         | Ja         | 62 %           |
| 4        | Udi Schneider    | Arik Sinai        | Kashe'at Atzuva     | Nein       | Nein       | Ja         | Ja         | Ja         | Ja         | 72 %           |
| 5        | Yuval Gold       | Sheri & Adar Gold | Neged Haroch        | Ja         | Ja         | Ja         | Ja         | Ja         | Ja         | 90 %           |

### Neunte Show (Gastrunde)
| Startnr. | Interpret      | Gastpartner   | Lied                             | Juryvoting | Juryvoting | Juryvoting | Juryvoting | Juryvoting | Juryvoting | Studiopublikum |
| Startnr. | Interpret      | Gastpartner   | Lied                             | A.A.       | E.H.       | K.P.       | I.L.       | R.D.       | S.M.       | Studiopublikum |
| -------- | -------------- | ------------- | -------------------------------- | ---------- | ---------- | ---------- | ---------- | ---------- | ---------- | -------------- |
| 1        | Nati Livian    | Danny Robas   | Ahavet Ne'orai                   | Nein       | Ja         | Ja         | Ja         | Ja         | Ja         | 86 %           |
| 2        | Ido Malka      | Omri Glickman | Ani Lo Mafsik Lehitragesh Mimech | Ja         | Nein       | Ja         | Nein       | Nein       | Ja         | 62 %           |
| 3        | Daniel Weiss   | Miri Mesika   | Uf Gozal                         | Ja         | Ja         | Ja         | Nein       | Ja         | Ja         | 81 %           |
| 4        | Ilay Avidani   | Eliad Nachum  | Grenade                          | Nein       | Nein       | Ja         | Ja         | Nein       | Nein       | 52 %           |
| 5        | Valerie Hamaty | Eden Hason    | Kshehalev Boche                  | Ja         | —          | Ja         | Ja         | Ja         | Ja         | 90 %           |

### Zehnte Show (Gastrunde)
| Startnr. | Interpret                | Gastpartner               | Lied                     | Juryvoting | Juryvoting | Juryvoting | Juryvoting | Juryvoting | Juryvoting | Studiopublikum |
| Startnr. | Interpret                | Gastpartner               | Lied                     | A.A.       | E.H.       | K.P.       | I.L.       | R.D.       | S.M.       | Studiopublikum |
| -------- | ------------------------ | ------------------------- | ------------------------ | ---------- | ---------- | ---------- | ---------- | ---------- | ---------- | -------------- |
| 1        | Alma Maimon de Razon     | Eliana Tidhar & Lee Biran | Tamid Yechaku Lecha      | Ja         | Ja         | Ja         | Ja         | Ja         | Ja         | 96 %           |
| 2        | Natalie Zafar            | Narkis                    | Atalef Iver              | Ja         | Ja         | Nein       | Ja         | Nein       | Nein       | 60 %           |
| 3        | Amit Sade                | Or Cohen                  | Ahuvati Kva Lo Ro'ah Oti | Ja         | Ja         | Ja         | Ja         | Nein       | Nein       | 70 %           |
| 4        | Red Band & Moran Aharoni | Shiri Maimon              | Chandelier               | Ja         | Nein       | Ja         | Ja         | Ja         | —          | 75 %           |

### Elfte und Zwölfte Show
| Startnr. | Interpret                | Lied           | Juryvoting | Juryvoting | Juryvoting | Juryvoting | Juryvoting | Juryvoting | Studiopublikum |
| Startnr. | Interpret                | Lied           | A.A.       | E.H.       | K.P.       | I.L.       | R.D.       | S.M.       | Studiopublikum |
| -------- | ------------------------ | -------------- | ---------- | ---------- | ---------- | ---------- | ---------- | ---------- | -------------- |
| 1        | Dolev Mendelbaum         | Beggin’        | Nein       | Ja         | Ja         | Ja         | Ja         | Ja         | 84 %           |
| 2        | Daniel Weiss             | Fix You        | Ja         | Ja         | Ja         | Ja         | Nein       | Ja         | 80 %           |
| 3        | Alma Maimon de Razon     | Umbrella       | Nein       | Ja         | Ja         | Nein       | Nein       | Ja         | 50 %           |
| 4        | Ido Malka                | Mi Ata         | Ja         | Ja         | Ja         | Nein       | Ja         | Ja         | 97 %           |
| 5        | Valerie Hamaty           | Unicorn        | Ja         | Ja         | Ja         | Ja         | Ja         | Ja         | 88 %           |
| 6        | Nati Livian              | Mirrors        | Ja         | Ja         | Nein       | Ja         | Nein       | Nein       | 57 %           |
| 7        | Yuval Raphael            | Mon amour      | Nein       | Ja         | Ja         | Ja         | Ja         | Ja         | 94 %           |
| 8        | Udi Schneider            | Kol Kach Mukar | Nein       | Nein       | Ja         | Ja         | Ja         | Ja         | 62 %           |
| 9        | Amit Sade                | Wings          | Ja         | Ja         | Nein       | Ja         | Nein       | Ja         | 68 %           |
| 10       | Yuval Gold               | Love Runs Out  | Nein       | Nein       | Nein       | Ja         | Nein       | Ja         | 57 %           |
| 11       | Red Band & Moran Arahoni | We Parted Ways | Ja         | Ja         | Ja         | Ja         | Ja         | Ja         | 89 %           |

### Dreizehnte Show
| Startnr. | Interpret                | Lied                    | Juryvoting | Juryvoting | Juryvoting | Juryvoting | Juryvoting | Juryvoting | Studiopublikum |
| Startnr. | Interpret                | Lied                    | A.A.       | E.H.       | K.P.       | I.L.       | R.D.       | S.M.       | Studiopublikum |
| -------- | ------------------------ | ----------------------- | ---------- | ---------- | ---------- | ---------- | ---------- | ---------- | -------------- |
| 1        | Yuval Gold               | Kashe Li Lo LeHitragesh | Ja         | Ja         | Ja         | Ja         | Ja         | Ja         | 91 %           |
| 2        | Red Band & Moran Arahoni | Hurricane               | Nein       | Ja         | Ja         | Ja         | Ja         | Ja         | 82 %           |
| 3        | Dolev Mendelbaum         | Bring You Home          | Ja         | Ja         | Ja         | Ja         | Ja         | Ja         | 92 %           |
| 4        | Udi Schneider            | Sheleg Basharav         | Ja         | Ja         | Ja         | Ja         | Ja         | Ja         | 79 %           |
| 5        | Yuval Raphael            | Hi Yoda'at              | Nein       | Ja         | Ja         | Ja         | Ja         | Ja         | 85 %           |

 Kandidat hat sich für die nächste Runde qualifiziert
 Kandidat wurde von der Jury gerettet

### Vierzehnte Show
| Startnr. | Interpret      | Lied                    | Juryvoting | Juryvoting | Juryvoting | Juryvoting | Juryvoting | Juryvoting | Studiopublikum |
| Startnr. | Interpret      | Lied                    | A.A.       | E.H.       | K.P.       | I.L.       | R.D.       | S.M.       | Studiopublikum |
| -------- | -------------- | ----------------------- | ---------- | ---------- | ---------- | ---------- | ---------- | ---------- | -------------- |
| 1        | Ido Malka      | Emtsa HaLayla BaKfar    | Ja         | Ja         | Ja         | Ja         | Ja         | Ja         | 93 %           |
| 2        | Valerie Hamaty | Bdidut                  | Ja         | Nein       | Ja         | Nein       | Ja         | Ja         | 64 %           |
| 3        | Amit Sade      | Now That You're Gone    | Ja         | Ja         | Ja         | Ja         | Ja         | Ja         | 92 %           |
| 4        | Nati Livian    | Lailot VeKlalot         | Ja         | Nein       | Ja         | Ja         | Ja         | Nein       | 71 %           |
| 5        | Daniel Wais    | Rak SheLo Tipo HaRu'akh | Ja         | Ja         | Ja         | Ja         | Ja         | Ja         | 92 %           |

 Kandidat hat sich für die nächste Runde qualifiziert
 Kandidat wurde von der Jury gerettet

### Fünfzehnte Show (Duellrunde)
| Duell | Startnr. | Interpret                | Lied                           | Juryvoting | Juryvoting | Juryvoting | Juryvoting | Juryvoting | Juryvoting | Studiopublikum |
| Duell | Startnr. | Interpret                | Lied                           | A.A.       | E.H.       | K.P.       | I.L.       | R.D.       | S.M.       | Studiopublikum |
| ----- | -------- | ------------------------ | ------------------------------ | ---------- | ---------- | ---------- | ---------- | ---------- | ---------- | -------------- |
| 1     | 1        | Dolev Mendelbaum         | Toxic                          | Ja         | Ja         | Ja         | Ja         | Ja         | Ja         | 86 %           |
| 1     | 2        | Yuval Raphael            | Talking to the Moon            | Ja         | Ja         | Ja         | Ja         | Ja         | Ja         | 96 %           |
| 2     | 3        | Red Band & Moran Aharoni | Hallelujah                     | Ja         | Ja         | Ja         | Ja         | Nein       | Ja         | 82 %           |
| 2     | 4        | Yuval Gold               | Wake Me Up When September Ends | Ja         | Nein       | Nein       | Ja         | Ja         | Ja         | 71 %           |
| 3     | 5        | Amit Sade                | Skyfall                        | Ja         | Ja         | Nein       | Nein       | Nein       | Ja         | 60 %           |
| 3     | 6        | Daniel Wais              | Rise Up                        | Nein       | Nein       | Ja         | Ja         | Ja         | Ja         | 65 %           |
| 4     | 7        | Ido Malka                | Story of My Life               | Nein       | Ja         | Nein       | Ja         | Ja         | Ja         | 75 %           |
| 4     | 8        | Valerie Hamaty           | Rise Like a Phoenix            | Ja         | Ja         | Ja         | Ja         | Ja         | Ja         | 83 %           |

 Kandidat hat sich für die nächste Runde qualifiziert
 Kandidat wurde von der Jury gerettet

## Viertelfinale
| Duell | Startnr. | Interpret                | Lied                     | Juryvoting | Juryvoting | Juryvoting | Juryvoting | Juryvoting | Juryvoting | Studiopublikum |
| Duell | Startnr. | Interpret                | Lied                     | A.A.       | E.H.       | K.P.       | I.L.       | R.D.       | S.M.       | Studiopublikum |
| ----- | -------- | ------------------------ | ------------------------ | ---------- | ---------- | ---------- | ---------- | ---------- | ---------- | -------------- |
| 1     | 1        | Red Band & Moran Aharoni | To Cry                   | Ja         | Ja         | Ja         | Ja         | Ja         | Ja         | 88 %           |
| 1     | 2        | Dolev Mendelbaum         | Shir Ahuvat HaSapan      | Ja         | Ja         | Ja         | Ja         | Ja         | Ja         | 89 %           |
| 2     | 3        | Yuval Gold               | Mekhaka                  | Nein       | Ja         | Ja         | Nein       | Ja         | Ja         | 72 %           |
| 2     | 4        | Daniel Wais              | Gara Mul HaMayim         | Nein       | Ja         | Ja         | Ja         | Ja         | Ja         | 81 %           |
| 3     | 5        | Valerie Hamaty           | Makhol Metoraf           | Nein       | Nein       | Ja         | Nein       | Ja         | Ja         | 63 %           |
| 3     | 6        | Yuval Raphael            | Ani Khaya Li MiYom LeYom | Ja         | Ja         | Ja         | Ja         | Ja         | Ja         | 95 %           |

 Kandidat hat sich für die nächste Runde qualifiziert
 Kandidat wurde von der Jury gerettet

## Halbfinale

### Erste Runde
| Startnr. | Interpret                | Lied           | Juryvoting | Juryvoting | Juryvoting | Juryvoting | Juryvoting | Juryvoting | Studiopublikum |
| Startnr. | Interpret                | Lied           | A.A.       | E.H.       | K.P.       | I.L.       | R.D.       | S.M.       | Studiopublikum |
| -------- | ------------------------ | -------------- | ---------- | ---------- | ---------- | ---------- | ---------- | ---------- | -------------- |
| 1        | Red Band & Moran Aharoni | Just Let Me In | Ja         | Ja         | Ja         | Ja         | Ja         | Ja         | 92 %           |
| 2        | Daniel Wais              | What About Us  | Ja         | Nein       | Ja         | Nein       | Ja         | Nein       | 56 %           |
| 3        | Valerie Hamaty           | Khomot Khemar  | Ja         | Ja         | Ja         | Ja         | Ja         | Ja         | 87 %           |
| 4        | Dolev Mendelbaum         | Creep          | Nein       | Nein       | Nein       | Ja         | Ja         | Ja         | 66 %           |
| 5        | Yuval Raphael            | Warrior        | Ja         | Ja         | Ja         | Ja         | Ja         | Ja         | 98 %           |

 Kandidat hat sich direkt für das Finale qualifiziert

### Zweite Runde
In der zweiten Runde wurde lediglich die Punktezahl des Letztplatzierten öffentlich genannt. Die Punkte der besten drei wurden zwar verlesen, jedoch keinem Teilnehmer zugeordnet.
| Platz | Startnr. | Interpret                | Juryvoting | Juryvoting | Juryvoting | Juryvoting | Juryvoting | Juryvoting | Juryvoting | Studiopublikum | Gesamt |
| Platz | Startnr. | Interpret                | A.A.       | E.H.       | K.P.       | I.L.       | R.D.       | S.M.       | Gesamt     | Studiopublikum | Gesamt |
| ----- | -------- | ------------------------ | ---------- | ---------- | ---------- | ---------- | ---------- | ---------- | ---------- | -------------- | ------ |
| 1–3   | 1        | Daniel Wais              | 10         | 7          | 10         | 7          | 12         | 7          | 53         | k. A.          | k. A.  |
| 1–3   | 3        | Red Band & Moran Aharoni | 8          | 12         | 8          | 10         | 7          | 10         | 55         | k. A.          | k. A.  |
| 1–3   | 4        | Valerie Hamaty           | 12         | 8          | 12         | 12         | 10         | 12         | 66         | k. A.          | k. A.  |
| 4     | 2        | Dolev Mendelbaum         | 7          | 10         | 7          | 8          | 8          | 8          | 48         | 29             | 77     |

## Finale
| Platz | Startnr. | Interpret                | Lied             | Juryvoting | Juryvoting | Juryvoting | Juryvoting | Juryvoting | Juryvoting | Gesamt |
| Platz | Startnr. | Interpret                | Lied             | A.A.       | E.H.       | K.P.       | I.L.       | R.D.       | S.M.       | Gesamt |
| ----- | -------- | ------------------------ | ---------------- | ---------- | ---------- | ---------- | ---------- | ---------- | ---------- | ------ |
| 1     | 3        | Valerie Hamaty           | Kshe'at Atzuva   | 12         | 12         | 12         | 12         | 12         | 12         | 72     |
| 1     | 4        | Yuval Raphael            | Dancing Queen    | 12         | 12         | 12         | 12         | 12         | 12         | 72     |
| 3     | 2        | Red Band & Moran Aharoni | Be Still My Love | 10         | 12         | 12         | 12         | 10         | 12         | 68     |
| 4     | 1        | Daniel Wais              | Let It Be        | 12         | 10         | 12         | 10         | 12         | 12         | 68     |

 Kandidat hat sich für das Superfinale qualifiziert.

### Superfinale
| Platz | Startnr. | Interpret                | Lied                  | Juryvoting | Juryvoting | Juryvoting | Juryvoting | Juryvoting | Juryvoting | Juryvoting | Publikum | Gesamt |
| Platz | Startnr. | Interpret                | Lied                  | A.A.       | E.H.       | K.P.       | I.L.       | R.D.       | S.M.       | Gesamt     | Publikum | Gesamt |
| ----- | -------- | ------------------------ | --------------------- | ---------- | ---------- | ---------- | ---------- | ---------- | ---------- | ---------- | -------- | ------ |
| 1     | 2        | Yuval Raphael            | Writing's on the Wall | 12         | 12         | 12         | 12         | 10         | 12         | 70         | 87       | 157    |
| 2     | 3        | Valerie Hamaty           | Imagine               | 8          | 10         | 10         | 8          | 12         | 8          | 56         | 55       | 111    |
| 3     | 1        | Red Band & Moran Aharoni | Purple Rain           | 10         | 8          | 8          | 10         | 8          | 10         | 54         | 38       | 92     |